# Jonas Döring
Jonas Döring (* 20. September 1998) ist ein ehemaliger Schweizer Radsportler.

## Sportliche Laufbahn
2016 wurde Jonas Döring nationaler Junioren-Meister in Einzelzeitfahren. 2018 erhielt er einen Vertrag beim Team Akros-Thömus. 2019 entschied er die siebte Etappe der Tour du Faso für sich. Er belegte den dritten Platz der Gesamtwertung und den zweiten Platz der Nachwuchswertung. 2022 beendete er seine Radsportlaufbahn.

## Erfolge
2016
- Schweizer Junioren-Meister - Einzelzeitfahren

2019
- eine Etappe Tour du Faso